# دیکوفول
دیکوفول (به انگلیسی: Dicofol) با فرمول شیمیایی C۱۴H۹Cl۵O یک ترکیب شیمیایی با شناسه پاب‌کم ۸۲۶۸ است. که جرم مولی آن ۳۷۰٫۴۸۵۶۶ g/mol می‌باشد. 